# تلفزة فنلندية

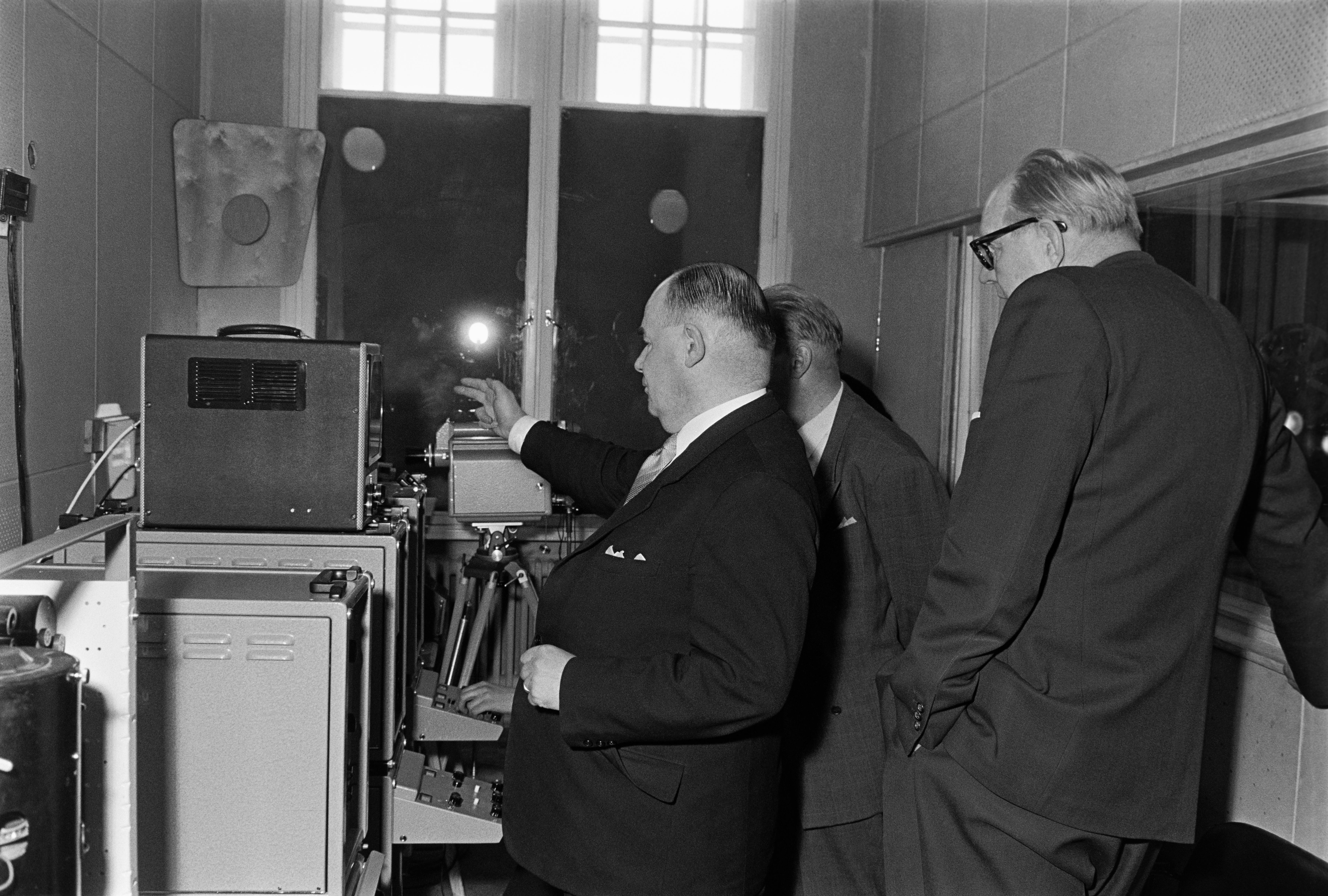
صورة من داخل إحدى أقدم المحطات البث التلفزي الفنلندي

بدأ البث التلفزي في فنلندا منذ عام 1957م، وبات نظاماً رقمياً في الفترة 2007-2008م. توقفت جميع المحطات الأرضية التناظرية عن البث في 1 سبتمبر 2007م. سـُمح لشركات الكابل بمواصلة البث التناظري في شبكاتهم حتى 1 مارس 2008م. عادة ما ترافق الترجمة الكتابية المضمون باللغات الأجنبية مع الإبقاء على الصوت باللغة الأصلية. في حين غالباً ما تدبلج البرامج الأجنبية المخصصة للأطفال إلى إحدى اللغات الوطنية. بغض النظر عن الجمهور المستهدف ، يتم إطلاق أسماء الفنلندية أو السويدية على العديد من البرامج و التي تستخدم في دليل البرامج.

## البث الرقمي الأرضي
انطلق البث التلفزي الرقمي الأرضي في 21 أغسطس 2001م. واصلت الشبكات التناظرية البث إلى جانب الإرسال الرقمي حتى 1 سبتمبر 2007م، عندما تم إغلاقه في جميع أنحاء البلاد.
قبل إنهاء البث التناظري ، كان لدى الشبكة الأرضية ثلاثة تضميمات: قنوات التلفاز الحكومي أوليسراديو (Yleisradio) ، إم تي في 3 (MTV3) و نيلونن (Nelonen) و غيرها من القنوات . بعد إنهاء البث التناظري تم افتتح تضميم رابع.
بالإضافة إلى البث المجاني ، توجد باقتان تلفزيتان متشفرتان لل: كنال ديجيتال (Canal Digital) و بلس تي في (PlusTV). كانت كنال ديجيتال أولها و قد بدءت بأربع قنوات (قناة ديزني أضيفت لاحقاً). انطلقت بلس تي في في نوفمبر 2006م و بدءت ببلس تي في ماكس وسوب تي في يونيوري (Subtv Juniori) (في وقت لاحق أضيفت سوب ليفا ونيلونن سبورت برو). حصلت كلا الباقتين على المزيد من القنوات مع إطلاق التضميم الرابع في سبتمبر 2007م: أضيفت إس في تي وورلد وإم تي في 3 فاكتا إلى بلس تي في ، و أضيفت كينو تي في (KinoTV) إلى كنال ديجيتال ، في حين أضيفت قنوات ديسكفري ويوروسبورت وإم تي في فنلند ونيكلوديون كلا الشبكتين.
سبتمبر 2007م شهد أيضا إطلاق حزمة SveaTV في أوستروبوتني القنوات التي تبث باللغة السويدية من متعدد خاصة.
على البث الرقمي ، الترجمة الكتابية ليس جزءا من دفق الفيديو ، ولكن يتم تسليمها على شكل دفق بيانات منفصلة ، مما يتيح ترجمة الأفلام وبلغات متعددة ، والخيار لإزالة ترجمات. بسبب مشاكل فنية مع ترجمات ، كثير من الناس إلغاء تراخيصهم التلفزيون. [عدل] وهذا يعني أنه قد Ÿle لإجراء تخفيضات جذرية في الميزانية. الرقمي قناة Ÿle اضافية كانت مغلقة يوم 31 ديسمبر عام 2007 واستعيض عنها Ÿle TV1 + ، لاذع من TV1 مع ترجمات المدرجة في دفق الفيديو. TV1 + ومن المقرر أن يحل محله سفت أوروبا في سبتمبر 2008م.